# 馬のシッポ ぶたのシッポ
「馬のシッポ ぶたのシッポ」（うまのシッポ ぶたのシッポ）は、日本の楽曲。作詞：阿部日登美、作曲：山本直純、編曲：たかしまあきひこ。歌：坂本九、NHK東京児童合唱団。

## 概要
ツインテールの少女に惹かれた少年の気持ちを歌った歌。タイトルの「シッポ」はツインテールの髪型を意味する。
1983年5月5日に催された, NHKテレビ開局30周年記念「こどもの日うたのフェスティバル」で行われた「こどものうたコンクール」の作詞部門優秀曲。作曲の山本直純はその審査員だった。
同年8月, NHKの『みんなのうた』で紹介。同年8月21日に、同じく『みんなのうた』で紹介された楽曲であるデューク・エイセスの「夢みる子ねこ」とのカップリングでシングルレコードが発売された。
歌の坂本は1969年12月放送の「あしたに賭ける数え歌」以来、久々の『みんなのうた』出演だったが、この2年後の1985年8月12日に日本航空123便墜落事故で死去、本曲が最後の出演となった。その後再放送されなかったが、27年後の2010年8月に坂本物故後で初の再放送、そして先述の墜落事故からちょうど30年となる2015年8月にはラジオ限定で再放送される。

## カバー
- 田中星児、少年少女合唱団みずうみ - ビクター版カバー音源. 1989年発売の『決定版NHKみんなのうたヒット集』(VDRY-20002) などに収録